# Кеметизм
Кеметизм (від єгипетського kemet, ендоніму Стародавнього Єгипту) — це неоязичницька релігія, реконструкція давньоєгипетської релігії класичної та пізньої античності, що з'явилася в 1970-х роках.
Є кілька основних груп кеметизму, кожна з яких має різний підхід до своїх вірувань, починаючи від еклектичного до реконструкціоністського, але зазвичай виділяють три течії: реконструйований кеметизм (прийняття філологічного та наукового підходу), синкретичний підхід та новіший підхід, що тяжіє до монотеїзму, так звана кеметична ортодоксія.

## Кеметизм та кеметисти

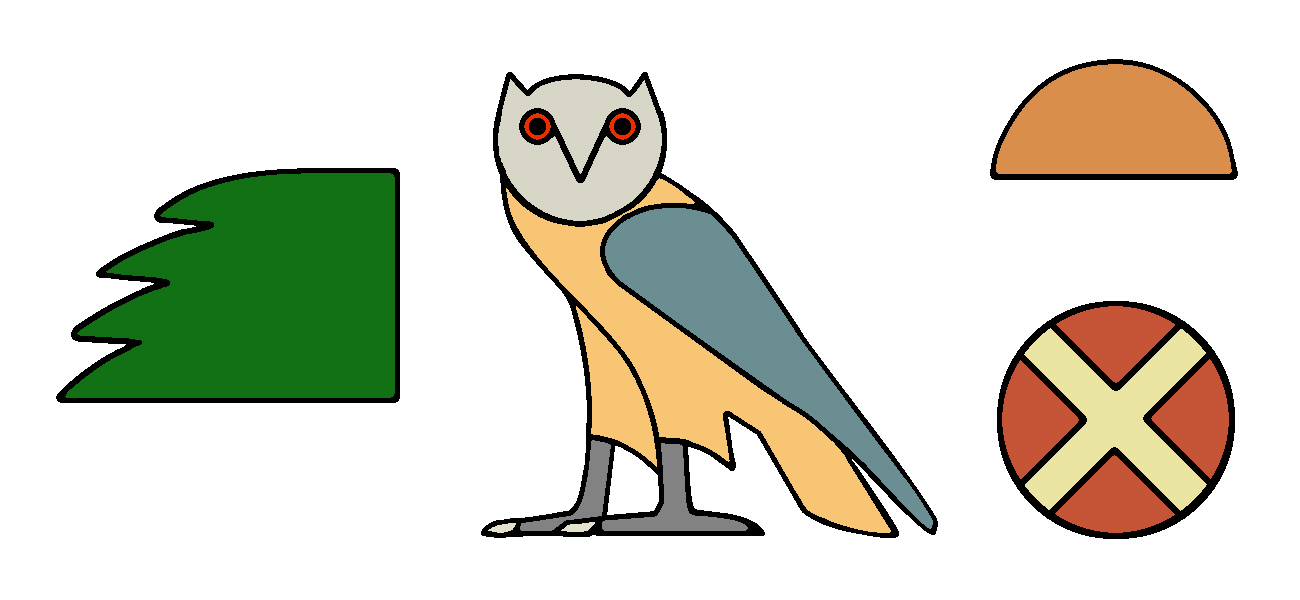
Ta Kemet

Назва руху походить від ендоніму Єгипту Kemet. Слово також іноді записується як Takemet, від більш повного tꜣ km.t. У перекладі з єгипетської мови це означає «чорний» (у більшій формі «чорна земля»), і походить від чорного кольору родючого ґрунту, який приносить Ніл під час щорічних повеней. (наразі це більше не відбувається через існування Асуанської греблі).
Кеметисти називають давньоєгипетських богів словом Нет'єр. Зазвичай кеметисти вважають за краще називати богів своїми давньоєгипетськими іменами, наприклад, вони називають Гора Геру, а Анубіса — Анпу.
Кеметисти не вважають себе прямими нащадками давньоєгипетської релігії, але говорять про її відтворення або реставрацію. Деякі кеметисти чи герметики заявляють про те, що вони є прямими нащадками таємних товариств, які нібито безперервно існують із часу заборони язичництва римським імператором Феодосієм I у 392 році нашої ери або з моменту закриття імператором Юстиніаном останнього діючого єгипетського храму (богині Ісіди на острові Філи). Ці твердження є історично недоведеними та міфічними за своєю природою.

## Відношення до традиції
Кеметизм за своєю тематикою є сучасним відображенням давньоєгипетської релігії, яка була опорним елементом усієї давньоєгипетської культури. Проте відображення стародавнього Єгипту має дуже давню традицію. Його коріння можна з упевненістю простежити до елліністичного періоду, відтоді воно безперервно розвивалося у багатьох течіях (див. Герметизм) аж до наших днів. Не можна не помітити, що воно не уникло раннього та середньовічного християнства, незалежно від того, чи приймає воно форму радикального відторгнення, позабіблійних легенд про перебування Ісуса в Єгипті, визнання авторитету Гермеса Трисмегіста отцями церкви та середньовічними філософами, або є адаптацією міфів, пов’язаних із богинею Ісідою.
Спільною рисою всіх цих роздумів є більш-менш акцентована віра, яку Ерік Горнунг називає єгиптософією, що «таємничий Єгипет є колискою особливого езотеризму», за допомогою якого найвищий «вихід пізнання за межі загальноприйнятих рамок концептуального логічне мислення» можна досягти, тому що «Єгипет був землею, де боги жили серед людей, тобто країною, де люди перебували в прямому контакті з (прихованими) природними силами, які ми (люди сучасності) зробили предметами казок».
На здивування, цей підхід зустрічається не лише у авторів, які симпатизують езотеризму, але також і в історичній сфері, де він може приймати форму оновлення інтерпретації: «схоже, що холізм стародавніх єгиптян тісно пов’язаний з найновішою природничою наукою, зі світом кварків і бозонів. При цьому, ми зустрічаємо структури, які дають провести порівняння між, наприклад, квантовою механікою та єгипетською вірою в богів».
Таким чином, кеметизм є наймолодшим відображенням на той самий предмет, від якого він відрізняється своїм акцентом саме на релігійному аспекті давньоєгипетської традиції. Інші, як правило, присвячені іншим його частинам, таким як «єгипетська мудрість» або магія, і символічно інтерпретують саму культуру, релігію та її богів, на відміну від кеметизму, отже, вони відображають скоріше «уявний Єгипет», тобто «ідею (Єгипту) незалежно від часу, який лише слабко пов’язаний з історичною реальністю». Метою ж кеметистських груп, навпаки, є більш-менш точне відновлення релігійної системи в її історичній формі, хоча кеметисти загалом визнають, що повністю точне наслідування стародавніх практик не завжди є можливим чи навіть доцільним.
Тут важливу роль відіграє ступінь знання та розуміння оригінальних давньоєгипетських ідей, а їхня складність обумовлена самою природою предмета: давньоєгипетська релігія під час фараонів зазнавала складних трансформацій, усередині яких завжди існувало «безліч підходів» і завжди був свій «локальний вимір», у якому один і той же бог міг мати різні форми культу в окремих номах чи навіть окремих храмах і міг бути залученим до різних міфологічних контекстів.
У цьому відношенні традиція дуже відрізняється від спільної традиції юдаїзму та християнства, а також викликає сумнів через те, що кеметизм на даний момент розвивається в Європі та Америці. Крім того, через тривалий розвиток єгипетської релігії не можна вказати на чисту, «первісну» форму, яку можна легко реконструювати, а лише про її форми в певні історичні періоди.
Згадана вище інтерпретаційна традиція, починаючи з елліністичного періоду, не просто сприйняла єгипетські релігійні ідеї, але й фундаментально їх трансформувала. Водночас ці нові концепції можуть бути далекими від оригінальних. Отже, з огляду на це виникає питання, чи це їхнє «друге життя» та нові зміни, також повинні належати до того, що відновлюють кеметисти, чи натомість їх слід виключити як «традиції античності, а не Єгипту». Ставлення до цього питання є однією з принципових відмінностей між різними групами. Прикладом цієї проблеми є питання про те, чи слід поклонятися богам суто під їхніми єгипетськими іменами, чи до них можна також звертатися за їхніми грецькими іменами; значення цього питання в кеметизмі походить від давньоєгипетської ідеї важливості імені для існування.
Джеремі Найдлер загалом розрізняє два види релігійного відображення давньоєгипетської традиції: її можна уявити як «повторне зшивання», що полягає у «спробах «повернення до Єгипту» в ностальгічній гонитві за оновленим станом «свідомості людей» або як спроба "вступити в розмову з єгипетським досвідом" духовного життя, за допомогою якого, як він стверджує, можна наблизитися до духовних коренів сучасного світу. Ці дві точки зору важко відрізнити одну від одної.

## Релігійна практика
Концептуальний зміст принципу маат передбачає необхідність ритуального поклоніння богам, а можливо, універсальній божественній силі. Найпоширенішими об’єктами шанування серед давньоєгипетських богів сьогодні є переважно Амон, Ісіда та Осіріс, Тот, Сехмет, Баст та Хатхор. У визначенні їх природи сучасні кеметисти досить послідовно дотримуються давньої традиції, що міститься у відомій міфології, сучасні міфологічні та богословські твори поки що є рідкісними. Зокрема, у кеметизмі навряд чи є будь-яка теоретична та спекулятивна теологія, що зрозуміло, з одного боку, враховуючи (більш поверхнево) характер давньоєгипетської релігійної думки, з іншого боку, таким чином кеметизм навряд чи формулює відповіді на проблемні аспекти сучасного суспільства.
Практика релігійних ритуалів та інших проявів релігійного життя залежить від окремих асоціацій. Її центральним елементом, як і в первісній давньоєгипетській релігії, зазвичай є культовий образ, найчастіше у формі статуї або іншого зображення, що зображує постать шанованого бога. Його роль у культі може по-різному розумітися не лише різними течіями, але й окремими людьми, без чітких меж між різними ставленнями.
У схематичному розрізненні можна сказати, що найбільш поширений модерністський кеметизм сьогодні загалом надає більш символічного значення культовому образу, розуміючи його передусім як засіб, який дозволяє кеметистам краще зосередитися на Богові (або божественній силі) як об’єкті вшанування. Це поняття можна порівняти з використанням образів (ікон) у католицизмі. Отже, немає необхідності суворо дотримуватися певної ритуальної практики.
Традиціоналістська течія меншості, навпаки, розуміє культовий образ як реальну репрезентацію божественного буття в людському світі. Тому, відповідно до давньоєгипетської традиції, рекомендують зберігати образи в спеціальному священному контейнері — нау, з якого його слід витягувати лише в задля релігійних ритуалів, описаних якомога точніше та суворо дотримуваних, найважливішою частиною яких є принесення жертв. Проте за відсутності обов’язкової доктрини окремі кеметисти можуть вибрати будь-яку комбінацію цих аспектів.
У Єгипті, як зазначає Стефан Квірке, будь-який об’єкт міг стати чимось більшим, ніж просто фізичним об’єктом, виконавши спеціальну церемонію: він міг «жити постійно і таким чином відкрити шлях між цим світом і світом богів». Муміфіковане тіло в труні, культовий образ бога, статуя короля чи померлого вельможі — усе це були бездушні об’єкти, які, відкривши рот, перетворювалися на живі сили, а точніше — на вмістилища невидимої й невловимої сили, яку ми називаємо життям».

## Поклоніння
Послідовники кеметизму зазвичай поклоняються декільком богам (серед них Маат, Баст, Анубіс, Сехмет, Тот), але визнають існування кожного бога. Це поклоніння зазвичай приймає форму молитви, приношень і встановлення вівтарів, але чітких вказівок щодо поклоніння немає. Вівтарі найчастіше будуються з використанням статуї або двовимірного зображення одного або кількох божеств. Інші додаткові предмети включають свічки, вотивні жертви, чотки, кадильниці та посуд для харчових приношень.

## Принципи кеметизму

### Ідея про богів

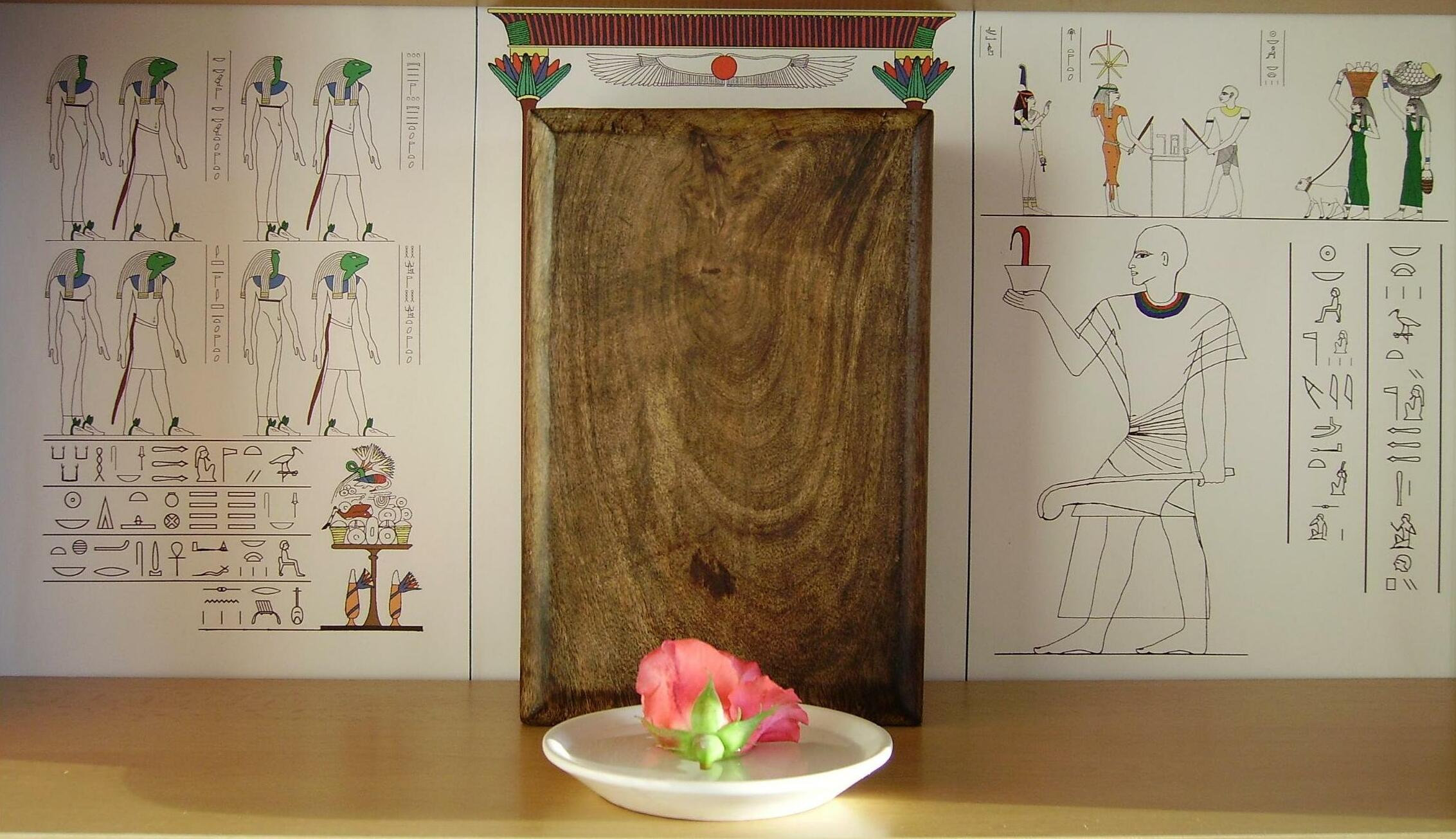
Вівтар для підношень

Єгипетська релігія була політеїстичною релігією (хоча деякі науковці-єгиптологи зараз більше не приймають однозначно погляди меншості про те, що монотеїзм завжди був прихованим, але присутнім на тлі множинності шанованих богів) і кеметисти не заперечують цей формальний політеїзм, його можна інтерпретувати по-різному.
Сьогодні ставленням меншості до цієї проблеми є традиціоналістське уявлення про окремих богів як цілком індивідуальних істот з окремим культом, які вступають у взаємодіючі стосунки та дії, описані в міфах і легендах. Відповідно до давньоєгипетської концепції, будь-який із богів може вважатися «вищим» або «наймогутнішим» із богів, аналогічно відповідно до міфологічного контексту, який зараз згадується в культі. Поняття єдиного універсального бога, якщо воно взагалі вживається, має досить абстрактне значення і близьке за значенням до філософського поняття Статі: це позначення особливої божественної якості, що формує визначальну рису групи істот того самого виду, а не окремо існуючої істоти.
У сучасні часи в кеметизмі можна зустріти поширену, але дещо більш віддалену від оригінальної давньоєгипетської концепції, ідею єдиної універсальної божественної сили, що проявляється в різних формах, якими є самі боги, так що вони розуміються як дещо окремими але, тим не менш, лише її аспектами. У цьому випадку кеметисти дотримуються пізнього античного генотеїзму, який проявляється, наприклад, у культах Серапіса та Ісіди або у філософському світогляді неоплатонізму, але, як і в інших неоязичницьких рухах, є і західний досвід християнського монотеїзму та його відображення в сучасній думці, починаючи з Просвітництва.
Іншим варіантом модерністського кеметизму є монолатрія, але заснована на тих же джерелах. У цих концепціях, залишаючи осторонь зовнішні риси, отримані від давньоєгипетської культури та використання єгипетського міфологічного контексту, кеметизм у багатьох аспектах має сильну схожість, наприклад, з релігією Вікки; можливо, це пов’язано з тим, що він розвивається в регіонах з переважною англосаксонською традицією.

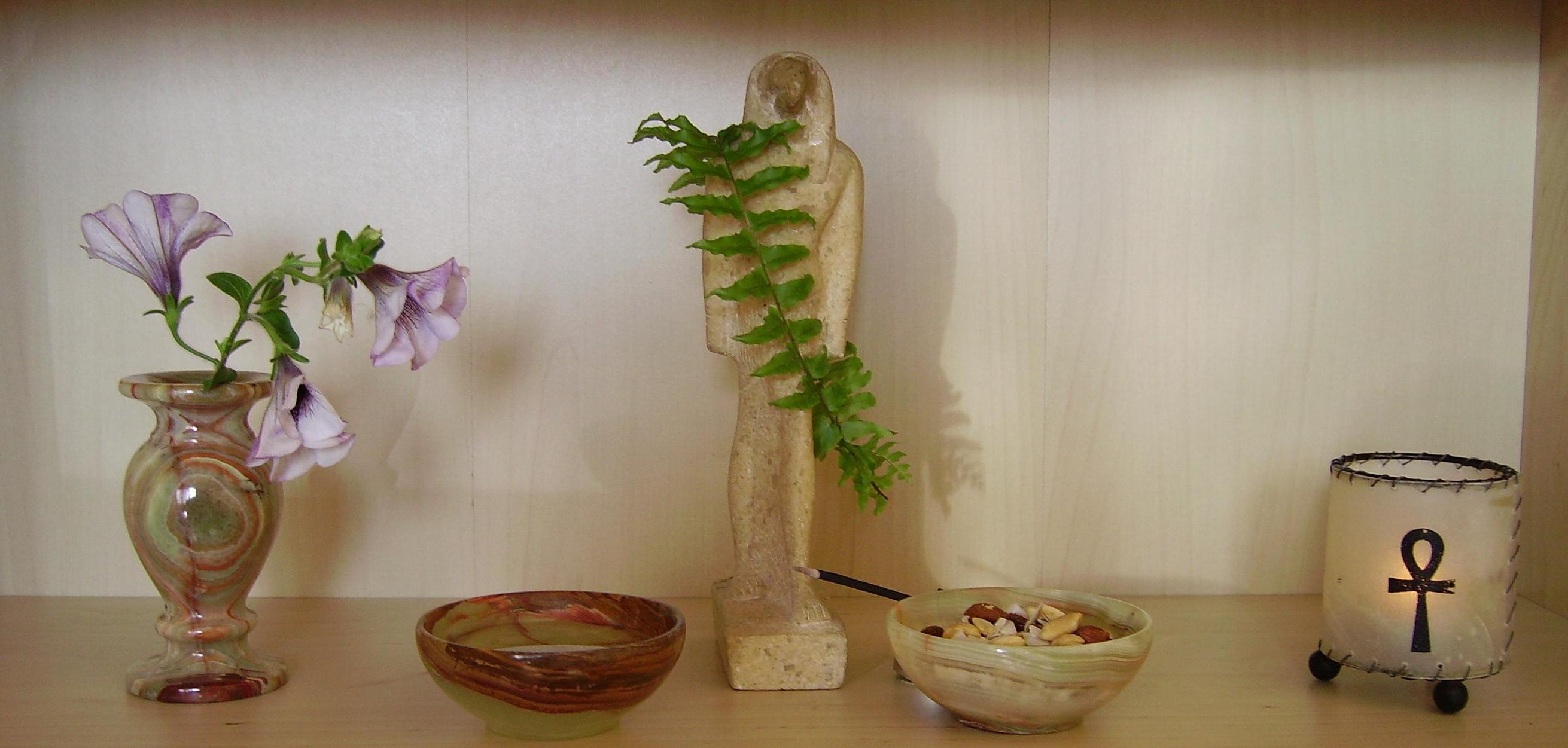

Враховуючи це подвійне розуміння об’єкта релігійного шанування в кеметизмі, в кінцевому підсумку людина сама вирішує, чи зосередитися їй більше на абстрактно уявленій божественній силі в практиці своєї релігії, чи віддати перевагу більш оригінальному поклонінню особистостям богів.

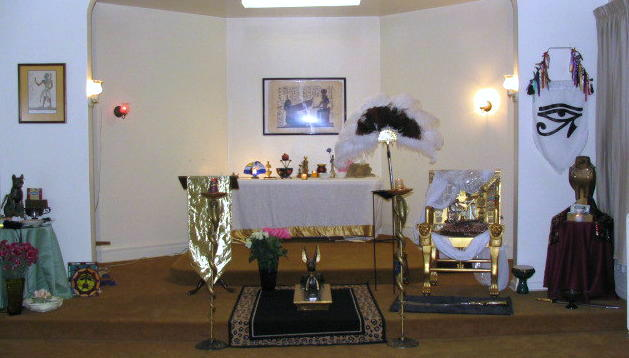
Храм Кеметичної Ортодоксії

Єдиний чеський веб-сайт Kemet Temple of the Land of Kemet зазначає: «Це не означає, що ми заперечуємо існування одного універсального божества, але ми стверджуємо, що воно, ймовірно, не існує так, як його уявляють монотеїсти, і що це не обов’язково означає заперечення множинності богів. Окремі боги та богині у своїй множинності поділяють цю божественність так само, як ми, люди, поділяємо одну універсальну «людяність». Боги представляють певні типи енергій і якостей, концепцію одного бога, як у монотеїзмі навряд чи можна розуміти подібним чином». Те саме джерело в іншому місці ставить під сумнів, чи взагалі можливо зробити саму універсальну божественну силу об’єктом релігійного шанування, таким чином категорично відкидаючи будь-яку форму не лише монотеїзму, але й вищезгаданого генотеїзму чи монолатрії. Таким чином, чеський кеметизм дотримується традиціоналістських поглядів стосовно цьої релігії.
В обох основних кеметистських концепціях бога/богів сонце зазвичай відіграє незначну роль: незалежно від того, чи поклоняються йому як богу певні кеметисти чи ні, як у Стародавньому Єгипті, воно вважається аналогічним образом божественної сили. як універсальне джерело кожної окремого їства чи всього існування взагалі.

### Порядок
Іншим важливим принципом кеметизму є маат, тобто порядок. Ця концепція була одним із основних принципів релігійної думки стародавніх єгиптян — її дотримання мало забезпечити стабільність світу та його впорядковане функціонування. Його важливість очевидна вже з того факту, що навіть фараон, який у певному сенсі сам розумівся як божественна (тобто звільнена від правил людського світу) істота, ще з кінця Стародавнього царства мав дотримуватися цього принципу; головним завданням правителя було нести відповідальність і всіма своїми діями сприяти дотриманню маат. Втіленням цього поняття в давньоєгипетській релігії була однойменна богиня Маат та її символ – страусине перо.
Саме слово маат важко перекласти через його складність, але воно поєднує в собі такі поняття, як правда, гармонія, стабільність або просто "правильні" дії. Воно представляє все, що є правильним і необхідним для правильного перебігу речей. Це універсальний незмінний космічний порядок, що охоплює світ людей і світ богів, а також їхній взаємозв’язок та взаємозалежність.

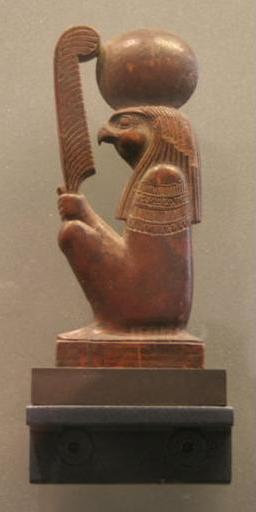
Бог Сонця

Вираженням функціонування маат у світі богів є в основному міфи та легенди, у космічному сенсі це проявляється в регулярних незмінних і з людської точки зору вічних природних циклах (особливо в сонячних і місячних циклах - Тому єгипетських богів Ра і Тота називали Господом Маат'), у світі людей — в існуванні держави та в належному функціонуванні її інститутів, у дотриманні соціальних правил і, щонайпізніше з часів Нового царства, в особистій людській моралі.
У результаті в єгипетській концепції дотримання правил усіх видів кожною людиною було злито в одне з підтримкою та підтриманням космічного порядку, тоді як їх недотримання (особливо правителем, але не тільки ним) може призвести до його порушення. Крах маату призведе до загибелі світу та перемоги хаосу. (isfet)
У цьому сенсі кеметичний рух відноситься до традиційних етичних ідей, до «хороших манер» або звичаїв, у яких «маат» у людському світі природно і більш-менш беззаперечно проявляється. Натомість немає чітко зобов’язуючого тексту, який би кодифікував моральні норми.
Найвидатнішим (хоча аж ніяк не єдиним) джерелом для розуміння маат у більш загальному соціальному сенсі є давньоєгипетські книги мудрості. Певною мірою нормативним є лише розділ 125 Книги Мертвих, що містить свідчення померлого перед підземним судом, якими він доводить свою моральну чистоту, перераховуючи вчинки, яких він не робив (так зване негативне зізнання).
Оскільки всі ці стародавні тексти мають виключно казуїстичний характер, навіть кеметизм (поки що) не містить жодної загально сформульованої теорії моральної поведінки. Чеський храм Temple of the Land of Kemet у цьому контексті лише побіжно зауважує: «Не піддавайтеся жодним крайнощам і оберіть «серединний шлях»» і «не сумнівайтеся, що якщо ви дбаєте про інтереси богів, вони будуть дбати про свої інтереси».

## Організації
- Кеметична Ортодоксія
- Братство Ісіди